# Світова серія 1955
В Світовій серії 1955 року зустрілися команди «Бруклін Доджерс» і «Нью-Йорк Янкіз». «Доджерс» вперше виграли серію, здолавши в сьомій зустрічі «Янкіз» з рахунком 2-0. Цей трофей став єдиним в історії «Бруклін Доджерс», адже в 1957 команда переїхала до Лос-Анджелеса. Останній раз команда Брукліна перемагала в Світовій першості у 1900 році. Тоді команда носила назву «Бруклін Супербас», а змагання Кубок Кронікл-Телеграф; опонентом в серії була команда «Піттсбург Пайретс».

## Результати
НЛ «Бруклін Доджерс» (4) проти АЛ «Нью-Йорк Янкіз» (3)
| Гра | Рахунок                                 | Дата       | Місце        | Глядачі |
| --- | --------------------------------------- | ---------- | ------------ | ------- |
| 1   | Бруклін Доджерс – 5, Нью-Йорк Янкіз – 6 | 28 вересня | Янкі Стедіум | 63,869  |
| 2   | Бруклін Доджерс – 2, Нью-Йорк Янкіз – 4 | 29 вересня | Янкі Стедіум | 64,707  |
| 3   | Нью-Йорк Янкіз – 3, Бруклін Доджерс – 8 | 30 вересня | Еббетс Філд  | 34,209  |
| 4   | Нью-Йорк Янкіз – 5, Бруклін Доджерс – 8 | 1 жовтня   | Еббетс Філд  | 36,242  |
| 5   | Нью-Йорк Янкіз – 3, Бруклін Доджерс – 5 | 2 жовтня   | Еббетс Філд  | 36,796  |
| 6   | Бруклін Доджерс – 1, Нью-Йорк Янкіз – 5 | 3 жовтня   | Янкі Стедіум | 64,022  |
| 7   | Бруклін Доджерс – 2, Нью-Йорк Янкіз – 0 | 4 жовтня   | Янкі Стедіум | 62,465  |

## Матчі

### Гра 1
Середа, 28 вересня, 1955 на Янкі Стедіум в Бронксі, Нью-Йорк
| Команда  | 1 | 2 | 3 | 4 | 5 | 6 | 7 | 8 | 9 | Р | Х  | Пом |
| -------- | - | - | - | - | - | - | - | - | - | - | -- | --- |
| Бруклін  | 0 | 2 | 1 | 0 | 0 | 0 | 0 | 2 | 0 | 5 | 10 | 0   |
| Нью-Йорк | 0 | 2 | 1 | 1 | 0 | 2 | 0 | 0 | X | 6 | 9  | 1   |

Пер: Вайті Форд (1–0)  Пор: Дон Ньюкомб (0–1)  С: Боб Грім (1)  
ХМи:  БРУ – Карл Фурілло (1), Дюк Снайдер (1)  НЙЯ – Елстон Говард (1), Джо Коллінз 2 (2)
Першу зустріч «Янкіз» виграли завдяки хоум-ранам Джо Коллінза (2) і Елстона Говарда, новачка команди, який вперше вийшов на биту у Світовій серії. У «Доджерс» хоумранами відзначились Карл Фурілло і Дюк Снайдер. Снайдер згодом встановить новий рекорд гравця за кількістю хоум-ранів в Світовій серії — 17 в семи іграх. Джекі Робінсону вдалося раз вкрасти базу. Чудову гру продемонстрував пітчер «Янкіз» Вайті Форд, здобувши перемогу; в цьому йому допоміг підмінний пітчер Боб Грім, на рахунку якого сейв і два страйк-аути.

### Гра 2
Четвер, 29 вересня, 1955 на Янкі Стедіум в Бронксі, Нью-Йорк
| Команда  | 1 | 2 | 3 | 4 | 5 | 6 | 7 | 8 | 9 | Р | Х | Пом |
| -------- | - | - | - | - | - | - | - | - | - | - | - | --- |
| Бруклін  | 0 | 0 | 0 | 1 | 1 | 0 | 0 | 0 | 0 | 2 | 5 | 2   |
| Нью-Йорк | 0 | 0 | 0 | 4 | 0 | 0 | 0 | 0 | X | 4 | 8 | 0   |

Пер: Томмі Берн (1–0)  Пор: Біллі Лоус (0–1)  

Героєм зустрічі став пітчер «Янкіз» Томмі Берн, після удару якого Нью-Йорк заробив переможні 4 очки в 4-му інінзі. На свій рахунок Берн також записав 6 страйк-аутів.

### Гра 3
П'ятниця, 30 вересня, 1955 на Еббетс Філд в Брукліні, Нью-Йорк
| Команда  | 1 | 2 | 3 | 4 | 5 | 6 | 7 | 8 | 9 | Р | Х  | Пом |
| -------- | - | - | - | - | - | - | - | - | - | - | -- | --- |
| Нью-Йорк | 0 | 2 | 0 | 0 | 0 | 0 | 1 | 0 | 0 | 3 | 7  | 0   |
| Бруклін  | 2 | 2 | 0 | 2 | 0 | 0 | 2 | 0 | X | 8 | 11 | 1   |

Пер: Джонні Подрес (1–0)  Пор: Боб Терлі (0–1)  
ХМи:  НЙЯ – Мікі Ментл (1)  БРУ – Рой Кампанелла (1)
Перший матч для «Доджерс» виграв Джонні Подрес, зробивши 6 страйк-аутів. Вдалий старт Брукліну забезпечив Рой Кампанелла, вибивши хоум-ран в 1-му інінзі. А центральний філдер «Янкіз» Мікі Ментл вибив свій єдиний хоум-ран у цій Світовій серії.

### Гра 4
Субота, 1 жовтня, 1955 на Еббетс Філд в Брукліні, Нью-Йорк
| Команда  | 1 | 2 | 3 | 4 | 5 | 6 | 7 | 8 | 9 | Р | Х  | Пом |
| -------- | - | - | - | - | - | - | - | - | - | - | -- | --- |
| Нью-Йорк | 1 | 1 | 0 | 1 | 0 | 2 | 0 | 0 | 0 | 5 | 9  | 0   |
| Бруклін  | 0 | 0 | 1 | 3 | 3 | 0 | 1 | 0 | X | 8 | 14 | 0   |

Пер: Клем Лебін (1–0)  Пор: Дон Ларсен (0–1)  
ХМи:  НЙЯ – Джил Макдагелд (1)  БРУ – Рой Кампанелла (2), Джил Ходжис (1), Дюк Снайдер (2)
Бруклін зрівняв рахунок в серії 2-2 завдяки хоум-ранам Роя Кампанелли, Джила Ходжиса і Дюка Снайдера.

### Гра 5
Неділя, 2 жовтня, 1955 на Еббетс Філд в Брукліні, Нью-Йорк
| Команда  | 1 | 2 | 3 | 4 | 5 | 6 | 7 | 8 | 9 | Р | Х | Пом |
| -------- | - | - | - | - | - | - | - | - | - | - | - | --- |
| Нью-Йорк | 0 | 0 | 0 | 1 | 0 | 0 | 1 | 1 | 0 | 3 | 6 | 0   |
| Бруклін  | 0 | 2 | 1 | 0 | 1 | 0 | 0 | 1 | X | 5 | 9 | 2   |

Пер: Роджер Крейг (1–0)  Пор: Боб Грім (0–1)  С: Клем Лебін (1)  
ХМи:  НЙЯ – Боб Серв (1), Йоґі Берра (1)  БРУ – Сенді Аморос (1), Дюк Снайдер 2 (4)
Бруклін здобув третю перемогу поспіль, вийшовши вперед в серії 3-2. Дюк Снайдер вибив 2 хоум-рани (3-ій і 4-ий в серії), а Сенді Аморос вибив свій перший. Новачок «Доджерс» Роджер Крейг виграв свій перший старт у Світовій серії. Боб Серв і Йоґі Берра вибили по одному хоум-рану для «Янкіз» після подач Крейга і його заміни — Клема Лебіна.
Снайдер став першим гравцем, якому вдалося вибити 4 хоум-рани виступаючи за різні ліги в різних Світових серіях.

### Гра 6
Понеділок, 3 жовтня, 1955 на Янкі Стедіум в Бронксі, Нью-Йорк
| Команда  | 1 | 2 | 3 | 4 | 5 | 6 | 7 | 8 | 9 | Р | Х | Пом |
| -------- | - | - | - | - | - | - | - | - | - | - | - | --- |
| Бруклін  | 0 | 0 | 0 | 1 | 0 | 0 | 0 | 0 | 0 | 1 | 4 | 1   |
| Нью-Йорк | 5 | 0 | 0 | 0 | 0 | 0 | 0 | 0 | X | 5 | 8 | 0   |

Пер: Вайті Форд (2–0)  Пор: Карл Спунер (0–1)  
ХМи:  НЙЯ – Білл Скаурон (1)
Вайті Форд здобув свою другу перемогу, зробивши 8 страйк-аутів, а Нью-Йорк зрівняв рахунок в серії 3-3. «Янкіз» заробили 5 очок ще у першому інінзі, вийшовши вперед завдяки 3-рановому хоум-рану Білла Скаурона.

### Гра 7
Вівторок, 4 жовтня, 1955 на Янкі Стедіум в Бронксі, Нью-Йорк
| Команда  | 1 | 2 | 3 | 4 | 5 | 6 | 7 | 8 | 9 | Р | Х | Пом |
| -------- | - | - | - | - | - | - | - | - | - | - | - | --- |
| Бруклін  | 0 | 0 | 0 | 1 | 0 | 1 | 0 | 0 | 0 | 2 | 5 | 0   |
| Нью-Йорк | 0 | 0 | 0 | 0 | 0 | 0 | 0 | 0 | 0 | 0 | 8 | 1   |

Пер: Джонні Подрес (2–0)  Пор: Томмі Берн (1–1)  

«Доджерс» заробили два рани в 4 і 6 інінгах відповідно завдяки синглу і жертві-метелику Джила Ходжеса.
З ранерами на 1-ій і 2-ій базі при одному ауті, лівому філдеру Сенді Аморосу вдалося зловити м'яч у лівому аутфілді після удару Йоґі Берри та врятувати гру для «Доджерс» в шостому інінзі, зробивши дабл-плей (Аморос кинув м'яч Пі Ві Різу, який передав його Джилу Ходжесу, котрий зробив тег-аут на Джилі Макдогалді, перш ніж той встиг повернутись на першу базу), а «Янкіз» втратили свій найкращий шанс на перемогу у зустрічі. Аморос, який був шульгою, зайняв позицію в лівому аутфілді замість Джима Джильяма; крім того, виникають сумніви, чи зміг би праворукий Джильям зловити той м'яч.
Це була єдина зустріч в рамках Світової серії, яку Джекі Робінсон пропустив протягом своєї кар'єри. На третій базі замість Робінсона зіграв Дон Хоук.
Вперше в історії Світових серій, була вручена нагорода найкращому гравцю серії, першим володарем якої став пітчер «Доджерс» Джонні Подрес (вигравши матчі №1 і №7). Він виграв дві зустрічі без замін із середнім числом ранів 1,00, а в сьомій взагалі не пропустив жодного рану.

## Загальна статистика
Світова серія 1955 (4–3): «Бруклін Доджерс» (НЛ) перемогли «Нью-Йорк Янкіз» (АЛ)
| Команда                                                                            | 1 | 2 | 3 | 4 | 5 | 6 | 7 | 8 | 9 | Р  | Х  | Пом |
| ---------------------------------------------------------------------------------- | - | - | - | - | - | - | - | - | - | -- | -- | --- |
| «Бруклін Доджерс»                                                                  | 2 | 6 | 3 | 8 | 5 | 1 | 3 | 3 | 0 | 31 | 58 | 6   |
| «Нью-Йорк Янкіз»                                                                   | 6 | 5 | 1 | 7 | 0 | 4 | 2 | 1 | 0 | 26 | 55 | 2   |
| Загальна відвідуваність: 362,310 Середня відвідуваність: 51,759                    |   |   |   |   |   |   |   |   |   |    |    |     |
| Доля гравця команди, що перемогла: $9,768 Доля гравця команди, що програла: $5,599 |   |   |   |   |   |   |   |   |   |    |    |     |

## Цитати серії
| “                                                            | Леді і джентльмени, «Бруклін Доджерс» — чемпіони світу. | „ |
| —Він Скаллі, оголошуючи перемогу «Доджерс» у Світовій серії. |                                                         |   |

| “                                                                           | Цей день для Брукліна — День визволення Парижу, День перемоги над Японією і Новий рік в одному. | „ |
| —Журналіст Піт Хемілл про Бруклін, в той день коли «Доджерс» виграли серію. |                                                                                                 |   |